# 金祎
金祎（？—218年），字德祎，京兆郡人，东汉末期人物，金旋之子。

## 生平
建安二十三年（218年）正月，金祎与太医令吉本(三國演義中作其二子)、少府耿纪、司直韦晃等发动反曹操，趁夜攻打在许都（今河南许昌）的丞相长史王必，焚烧大门，并射中王必肩膀。最后，被王必和颍川典农中郎将严匡平定，金祎、吉本等兵败被斩杀。